# 樊虎
樊虎，中國古典小說《說唐》裡的角色，字建威，與秦瓊同為山東歷城縣捕快，個性憨後直爽且十分忠義，人稱樊無命，因與秦瓊交好而與各路英雄於賈家樓結義，排名十四，共反山東，攻金提佔瓦岡。後瓦岡寨英雄紛紛出走，而其歸順於唐，拜秦王李世民之帳下，最後為唐朝開國功臣，並封其為黃金關副將。